# Área de conservación regional Imiría
El Área de conservación regional Imiría es un área protegida en el Perú. Se encuentra en el distrito de Masisea, provincia de Coronel Portillo, región Ucayali.
Fue creado el 15 de junio de 2010, mediante D.S. N.º 006-2010-MINAM y tiene una extensión de 135 737.52 hectáreas.
El objetivo es preservar el ecosistema de humedal amazónico y las comunidades indígenas Shipibo–Conibo. Es habita de numerosas aves, mamíferos, asimismo, un importante número de paiches y especies de caoba y cedro. Es refugio de especies amenazadas como el manatí Trichechus inunguis, cigüeña de Jabiru, lagarto negro, caimán blanco de anteojos, taricaya, cupiso, paiche, lobo de río, maquisapa, tigrillo entre otros.
Parte del área protegida abarca las lagunas Imiría y Chauya. El lago Imiria se caracteriza por su color amarillo oscuro debido a una planta flotante que habita gran parte de sus aguas. Tiene una longitud de 22 km con un ancho entre 0.6 y 1.5 km . El lago tiene 38.14 km² y una profundidad entre 6 y 20 m . La temperatura promedio es de 24 a 25 °C.
El área se encuentra a 200 km al sudoeste de Pucallpa. El viaje toma alrededor de 3.30 h en bote por los ríos Ucayali y Tamayade.